# Station Chabanais
Station Chabanais is een spoorwegstation in de Franse gemeente Chabanais op de lijn Limoges - Angoulême. Sinds 13 maart 2018 stoppen er geen treinen meer.